# 梅爾凱湖
55°23′52″N 61°53′30″E / 55.39778°N 61.89167°E
梅爾凱湖（俄语：Мыркай），是俄羅斯的湖泊，位於該國西南部車里雅賓斯克州，長3.5公里、寬2.5公里，面積11.1平方公里，該湖泊平均水深4米，最大水深5米。